# Sten Grytebust
Sten Grytebust (Ålesund, 25 de octubre de 1989) es un futbolista noruego que juega en la demarcación de portero para el Aalesunds FK de la Eliteserien.

## Selección nacional
Tras jugar con la selección de fútbol sub-17 de Noruega, la sub-18, la sub-19, la sub-21 y la sub-23, finalmente hizo su debut con la selección absoluta el 11 de junio de 2013 en un partido amistoso contra Macedonia que finalizó con un resultado de 2-0 a favor del combinado noruego tras los goles de Per Ciljan Skjelbred y Daniel Braaten.

## Clubes
| Club                    | País      | Año       | Partidos | Goles |
| ----------------------- | --------- | --------- | -------- | ----- |
| Aalesunds FK            | Noruega   | 2009-2016 | 169      | 0     |
| Odense Boldklub         | Dinamarca | 2016-2019 | 80       | 0     |
| F. C. Copenhague        | Dinamarca | 2019-2021 | 24       | 0     |
| Vejle Boldklub (cedido) | Dinamarca | 2021      | 13       | 0     |
| Aalesunds FK            | Noruega   | 2022-     | 42       | 0     |

## Palmarés

### Campeonatos nacionales
| Título          | Club         | País    | Año  |
| --------------- | ------------ | ------- | ---- |
| Copa de Noruega | Aalesunds FK | Noruega | 2009 |
| Copa de Noruega | Aalesunds FK | Noruega | 2011 |